# Sierras de Mahoma
Sierras de Mahoma es una serie de serranías situada en el norte del departamento de San José, en Uruguay. Son denominadas así en honor a Ohma, el nombre que utilizaron los españoles para referirse a un indio que habitaba esos lugares durante el período colonial.
Se ubican a 131 km de Montevideo y a 37 de San José de Mayo, próximas a la Estación del Mal Abrigo. Son más conocidas por ser un "mar de piedra", el producto de una meteorización que ha tenido lugar en punto noroccidental de la Cuchilla de Mahoma. Esta, a su vez, es una ramificación de la Cuchilla de Guaycurú, un brazo de la Cuchilla Grande septentrional.
Con una superficie aproximada de unos 20 km², los picos más elevados se aproximan a los 180 metros sobre el nivel del mar, en un área de unos 4 km de extensión. Se encuentran bañadas por los arroyos Mahoma y Coronilla, ambos afluentes del río San José, que vierte sus aguas sobre el Santa Lucía.
Las Sierras de Mahoma se componen de granito intrusivo y de ectinitas espinozales en su periferia. La vegetación es de carácter serrano, con orquídeas criollas y claveles de aire amarillos, así como musgos y especies de echinopsis y carquejas de dos alas. Dentro de las formaciones de Mahoma destacan «La casa de piedra» (empleada por José Gervasio Artigas durante el Éxodo del Pueblo Oriental), «La segunda casa de piedra», rumbo al norte, «La cascada», «La tortuga gigante», «La segunda tortuga», «El aperiá» y «Los tres hermanos».
Este parque se encuentra respaldado por la Intendencia Municipal de San José y por el Estado, ambos responsables de su mantenimiento y protección.
El geógrafo Jorge Chebataroff investigó intensivamente esta formación con un equipo multidisciplinario.